# Grafenschlag
Grafenschlag là một đô thị ở huyện Zwettl, bang Niederösterreich, Áo. Đô thị này có diện tích 34,05 km², dân số thời điểm 31 tháng 12 năm 2005 là 896 người.